# Pierre Joseph Bonnaterre

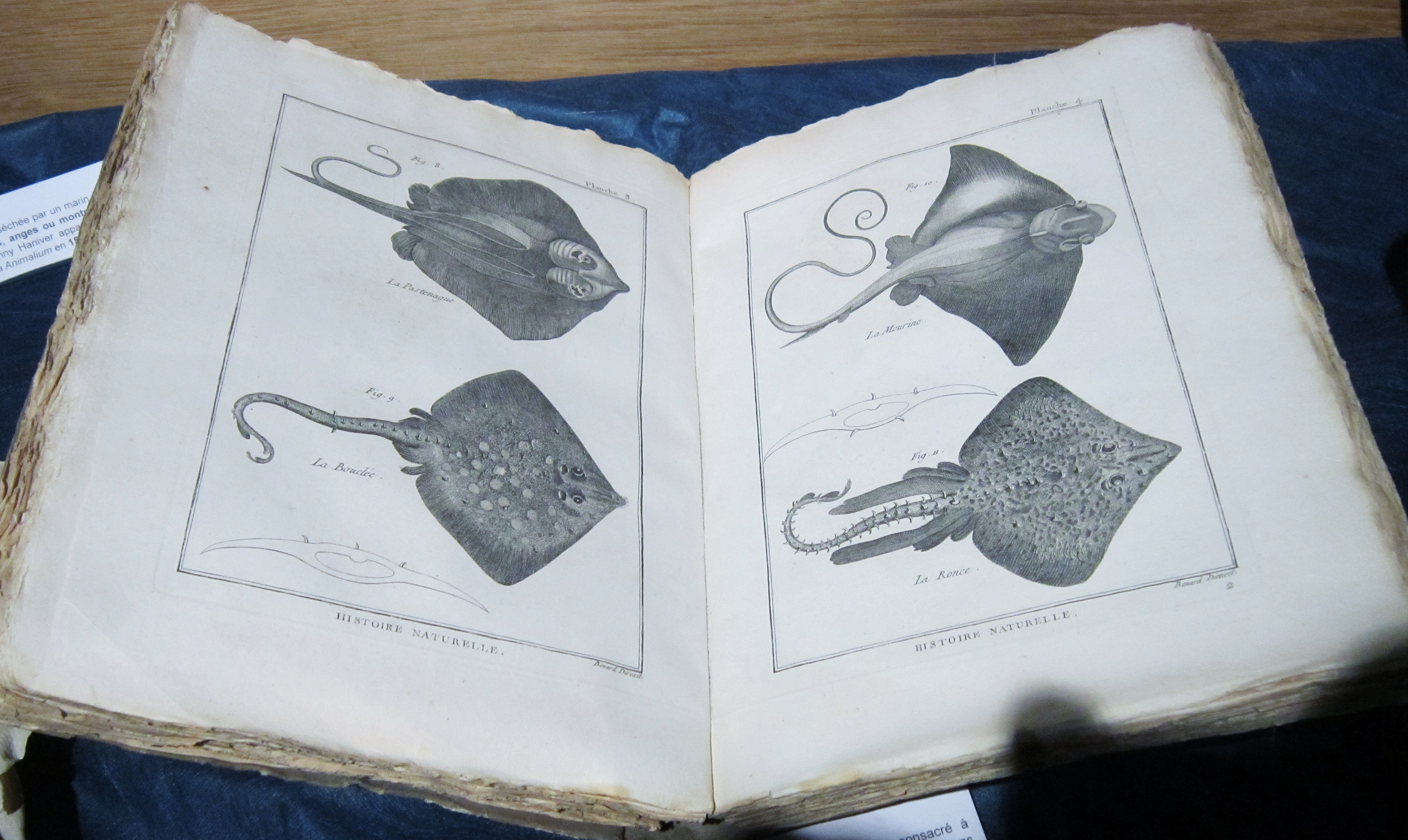
Ouvrage de l'abbé Pierre Joseph Bonnaterre consacré à l'ichtyologie publié en 1788, décrivant et illustrant les poissons connus à l'époque, dont plusieurs espèces de raies (exposé au Marinarium de Concarneau).

L'abbé Pierre Joseph Bonnaterre est un naturaliste français, né vers 1752 et mort le 20 septembre 1804.
Prêtre dans le Rouergue, il enseigna l'histoire naturelle à Rodez.
Il fut l'un des premiers naturalistes français à rompre avec l'école de Buffon pour adopter le système linnéen. Il participe à la partie ornithologique (1790-1792) et ichtyologique de l'Encyclopédie méthodique intitulée Tableau encyclopédique et méthodique des trois règnes de la nature. Il y fait paraître également une compilation des Meilleurs Auteurs d’Agriculture. 
Bonnaterre a découvert 25 espèces de poissons, 400 sont illustrées dans son travail encyclopédique.
Il est le premier scientifique à étudier Victor, l'enfant sauvage de l'Aveyron dont la vie inspirera François Truffaut pour son film L'Enfant sauvage.

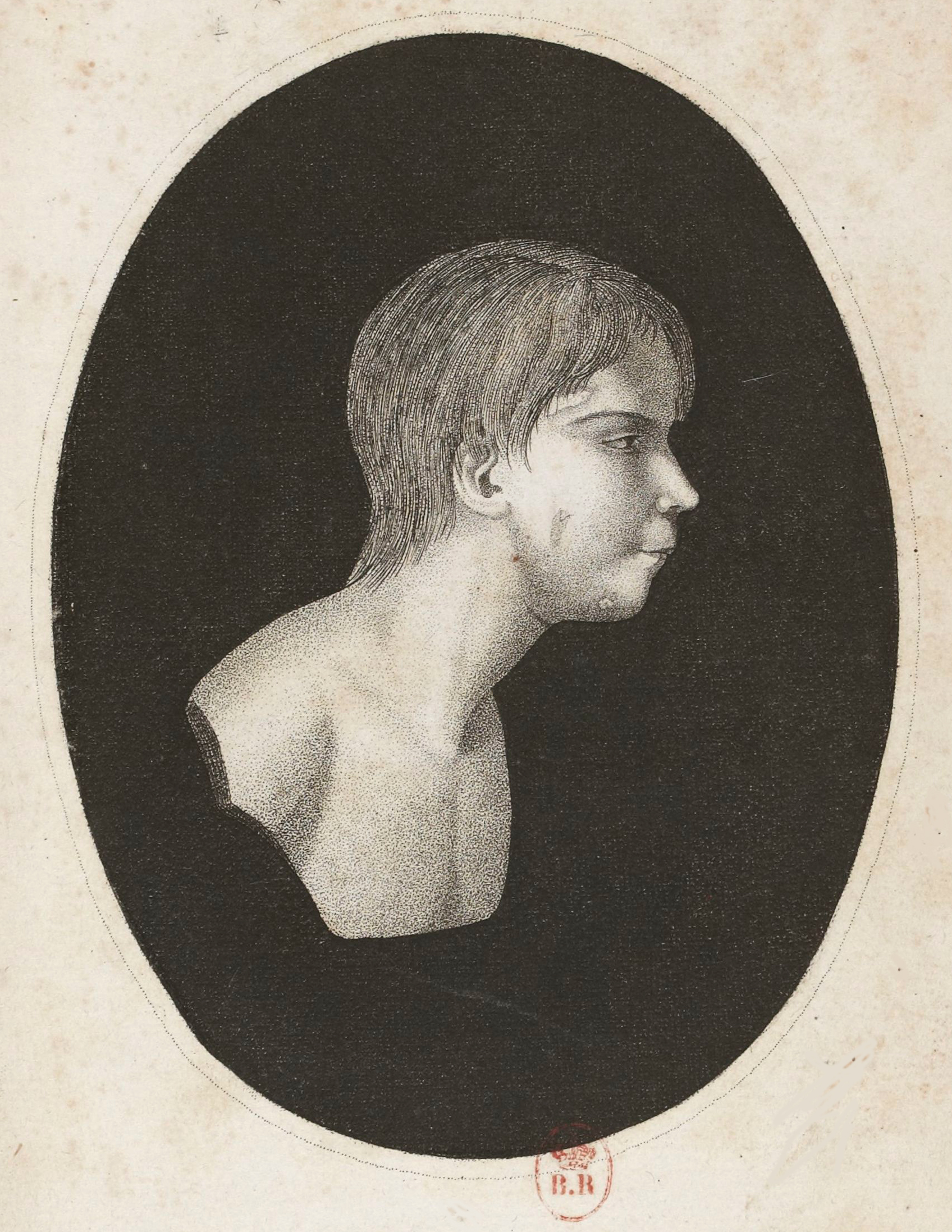
L'enfant sauvage de l'Aveyron.

## Liste partielle de ses publications
- Tableau encyclopédique et méthodique des trois règnes de la nature, dix-huitième partie, insectes. Agasse, Paris 1797.
- Recueil de médecine vétérinaire ou Collection de mémoires d'instructions et de recettes sur les maladies des animaux domestiques.
- Tableau encyclopédique et méthodique des trois règnes de la nature ..., cétologie, ophiologie, erpétologie. Padoue 1795.
- Tableau encyclopédique et méthodique des trois règnes de la nature, Ophiologie. Panckoucke, Paris 1790.
- Tableau encyclopédique et méthodique des trois règnes de la nature, ornithologie. Panckoucke, Paris 1790/91.
- Tableau encyclopédique et méthodique des trois règnes de la nature ... Cétologie. Panckoucke, Paris 1789.
- Tableau encyclopédique et méthodique des trois règnes de la nature ..., Erpétologie. Panckoucke, Paris 1789/90.
- Tableau encyclopédique et méthodique des trois règnes de la nature ..., Ichthyologie. Panckoucke, Paris 1788.

## Source
- Michael Walters (2003). A Concise History of Ornithology. Yale University Press (New Haven, Connecticut) : 255 p.  (ISBN 0-300-09073-0)